# Плоешти
Плоешти или Плое́шть (рум. Ploiești) — город в Румынии, административный центр жудеца Прахова.

## География
Город находится в 56 км к северу от Бухареста в исторической области Валахия.
Климат умеренно континентальный.

## История
Город был основан в 1596 году во время правления Михая Храброго. В XVII—XVIII веках стал одним из центров торговли и ремесленного производства.
С середины XIX века Плоешти становится важным центром нефтедобычи, некоторое время являясь одним из крупнейших регионов добычи нефти в мире. В 1864 году была открыта дорога через Карпатские горы, соединившая Плоешти и Брашов. В августе 1870 года город стал центром самопровозглашённой в ходе антимонархических выступлений республики Плоешти.
Город сильно пострадал во время Карпатского землетрясения, произошедшего 10 ноября 1940 года. Во время Второй мировой войны регион Плоешти был главным источником нефти для нацистской Германии. В августе 1944 года в город вошли советские войска.
После Второй мировой войны нефтяная промышленность Румынии была национализирована, были проведены меры по восстановлению нанесённого ущерба, в связи с чем город получил дальнейшее развитие.

## Население
Первые официальные данные о населении относятся к 1859 году, когда была проведена перепись. Население составляло 26 468 человек. По данным переписи 1899 года, в городе было 45 107 жителей, 1912 — 56 460, 1930 — 77 341 житель. Согласно переписи населения 2011 года, в городе проживает 197 542 человека.
По состоянию на 2011 год этнический состав населения города выглядел следующим образом:
- румыны: 191 238
- цыгане: 5061
- венгры: 172
- немцы: 90
- турки: 78
- евреи: 64
- русские (липоване): 39
- украинцы: 6
- представители прочих национальностей: 255.

По данным переписи населения 2016 года, население города Плоешти составило 233663 человека.

## Достопримечательности
- Церковь Георгия Победоносца (1832)
- Храм Петра и Павла[рум.] (1639)

## Города-побратимы
Плоешти является городом-побратимом следующих городов:
- Берат, Албания
- Харбин, КНР
- Осиек, Хорватия
- Лефкас, Греция
- Уральск, Казахстан
- Хынчешты, Молдавия
- Зволень, Польша
- Радом, Польша
- Талса, США
- Днепр, Украина
- Маракайбо, Венесуэла

## Уроженцы
- Велиссариу, Иоаннис — греческий офицер, герой Балканских войн 1912—1913.
- Георгиу, Штефан (1879—1914) — румынский общественный деятель
- Оуату, Чезар (род. 1980) — румынский певец, который представлял Румынию на конкурсе песни Евровидение 2013.